# Les Mureaux
Les Mureaux is een Franse gemeente in het departement Yvelines, die onderdeel uitmaakt van de agglomeratie van Parijs. Het ligt aan de zuidoever van de Seine, in het westen van Parijs op 35 km ten westen van het centrum. Op 1 januari 2022 telde Les Mureaux 34.151 inwoners.
Er ligt een industriegebied met een vestiging van Airbus Defence and Space. 

## Geschiedenis
Er is in 1888 een megalithisch bouwwerk van ongeveer 3.000 v.Chr. ontdekt. In de eerste eeuw v.Chr. bevond zich hier een rivierhaven aan de Seine. Deze haven bleef bestaan in de Gallo-Romeinse tijd. Er waren kaaimuren en een brug over de rivier. Om de plaats tegen de Germaanse invallen te beschermen kwamen er later versterkingen.

### Kastelen
In de middeleeuwen hing Les Mureau af van de graven van Meulan. Er waren twee koninklijke kastelen. Het Château des Mâcherus en het Hôtel de Beauséjour; in dit laatste verbleef Maria van Brabant als weduwe van koning Filips III tussen 1285 en 1321. In de vroege zeventiende eeuw erfde Mathieu de Vion de heerlijkheid Les Mureaux en stichtte er het domaine de Bècheville. Het kasteeldomein van Bècheville overleefde de Franse Revolutie en kwam in 1811 in handen van Pierre Daru. Stendhal was een familielid van Daru en verbleef enkele weken op het kasteel. Dit verblijf verwerkte hij in zijn roman Le Rouge et le Noir.

### Stadsontwikkeling
Tot het einde van de achttiende eeuw was Les Mureaux een dorp met bossen en landbouwgronden. Er waren veel wijngaarden. In de loop van de negentiende eeuw kwam er industrie: een tegelfabriek, een papierfabriek, hoogovens. Een kantelpunt was de opening van het treinstation op de lijn Parijs - Le Havre in 1843. Dit stimuleerde de economie en de bevolkingsgroei, maar bracht ook bezoekers uit Parijs naar Les Mureaux. Onder hen waren schilders. In 1894 werd de zeilclub Cercle de la Voile de Paris opgericht, onder anderen door kunstschilder Gustave Caillebotte. Vanaf 1912 werden watervliegtuigen getest en gebouwd in Les Mureaux. Later werden hier raketten ontwikkeld. De komst van de Renault-fabriek in het naburige Flins-sur-Seine in 1952 zorgde voor een sterke economische impuls. Nieuwe wijken zoals Cité Renault, Bougimonts, Vigne-Blanche en Bècheville, Les Musiciens werden gebouwd om de groeiende bevolking te huisvesten. Na 2000 werden de kaaien langs de Seine aantrekkelijker gemaakt. Er werd een nieuw gemeentehuis geopend (2005).

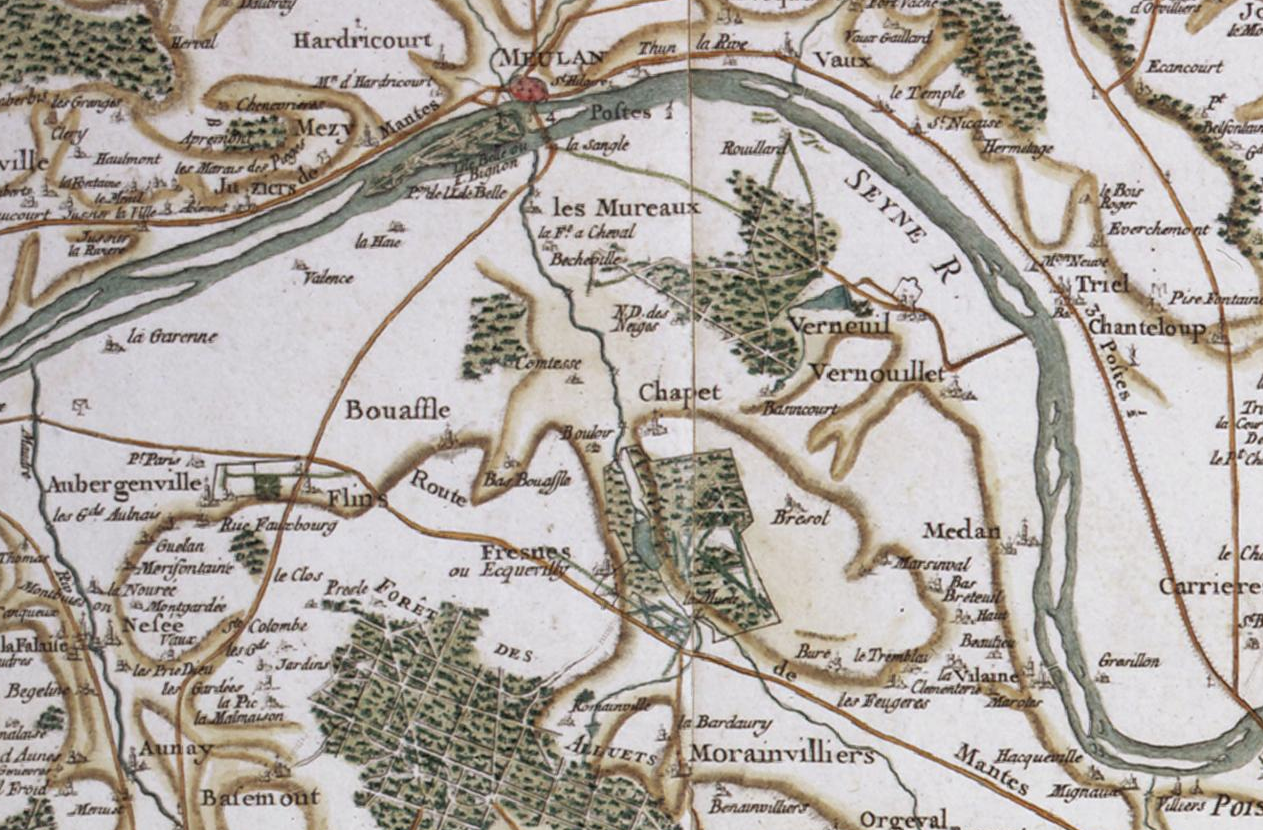
kaart van Cassini uit de 18e eeuw

## Geografie

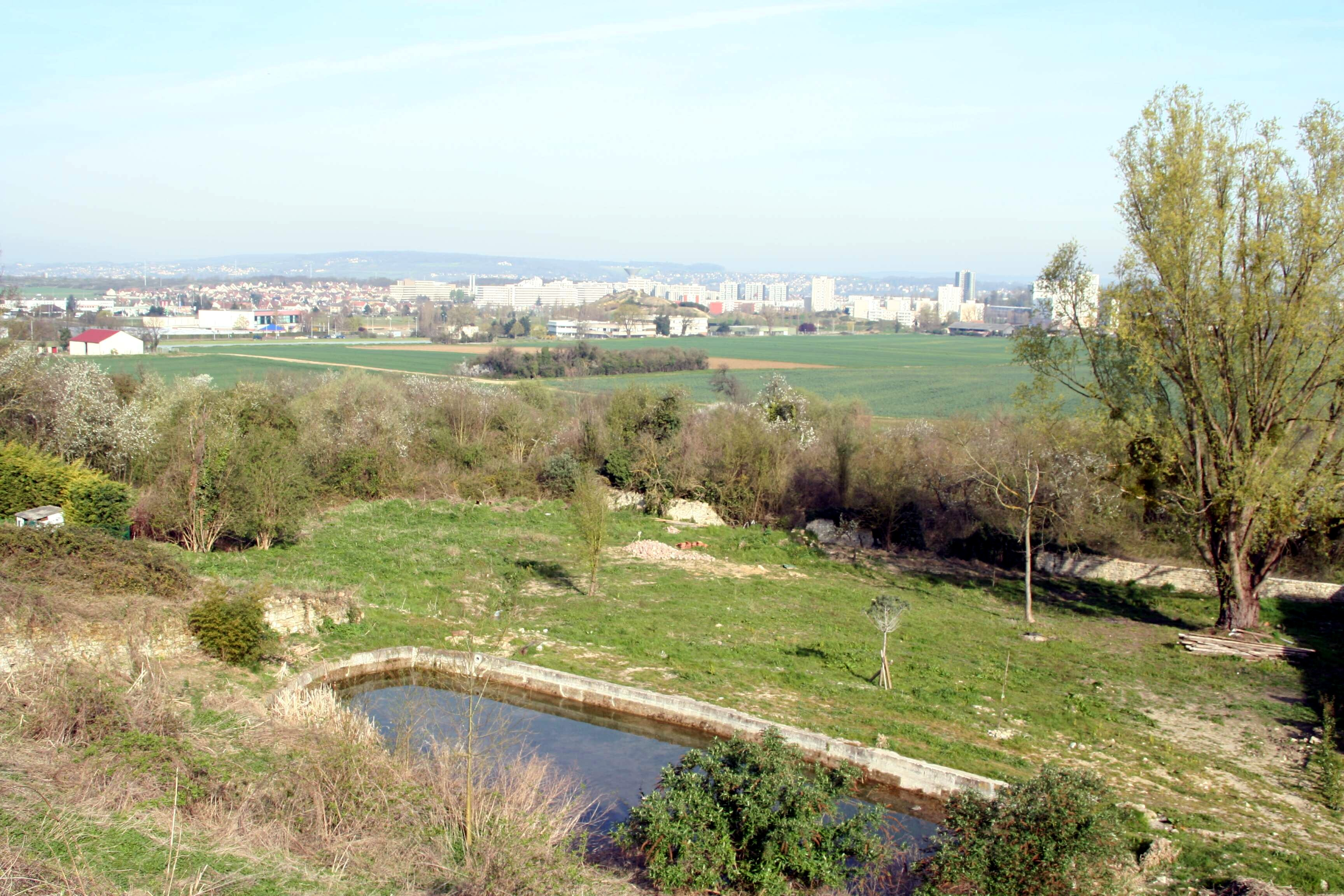
Zicht op Les Mureaux

De oppervlakte van Les Mureaux bedroeg op 1 januari 2022 11,99 vierkante kilometer; de bevolkingsdichtheid was toen 2.848,3 inwoners per km². Er strekt zich voor de oever aan de Seine van les Mureaux een eiland uit dat een onderdeel van de gemeente uitmaakt. Er ligt aan de overkant een veel groter eiland, het Île belle, maar dat is onderdeel van andere gemeenten.
De onderstaande kaart toont de ligging van Les Mureaux met de belangrijkste infrastructuur en aangrenzende gemeenten.

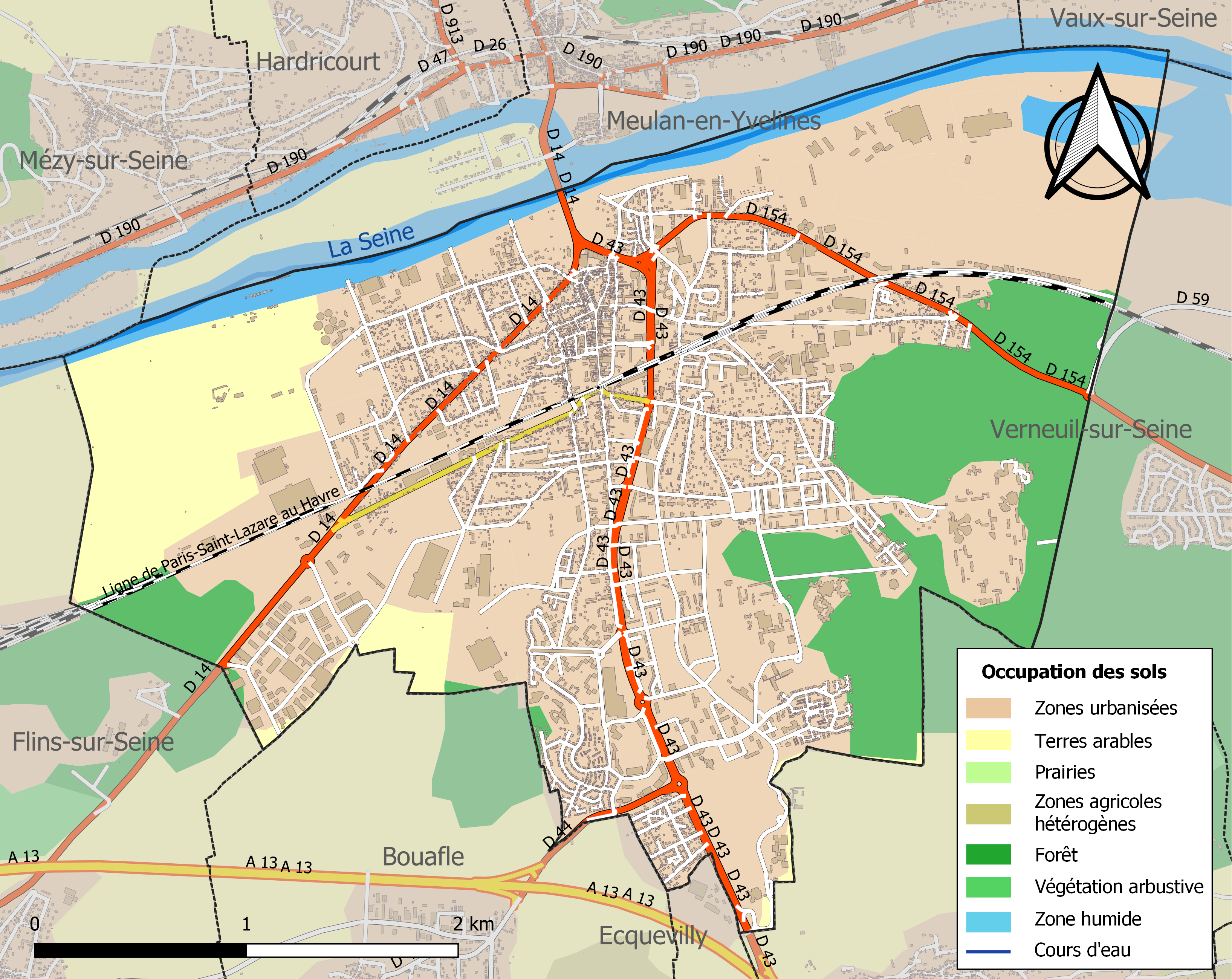

## Demografie
Tussen 1826 en 1896 verdrievoudigde de bevolking van 676 tot 2.157 inwoners. Het bevolkingsaantal liep tot het einde van de Tweede Wereldoorlog langzaam tot 5.000 op, steeg daarna tot het begin van de jaren 90 tot meer dan 30.000, maar bleef daarna stabiel. Op 1 januari 2022 telde Les Mureaux 34.151 inwoners. 55 % van de huizen zijn huurwoningen.
Onderstaande figuur toont het verloop van het inwonertal, bron: INSEE-tellingen. 

## Verkeer en vervoer

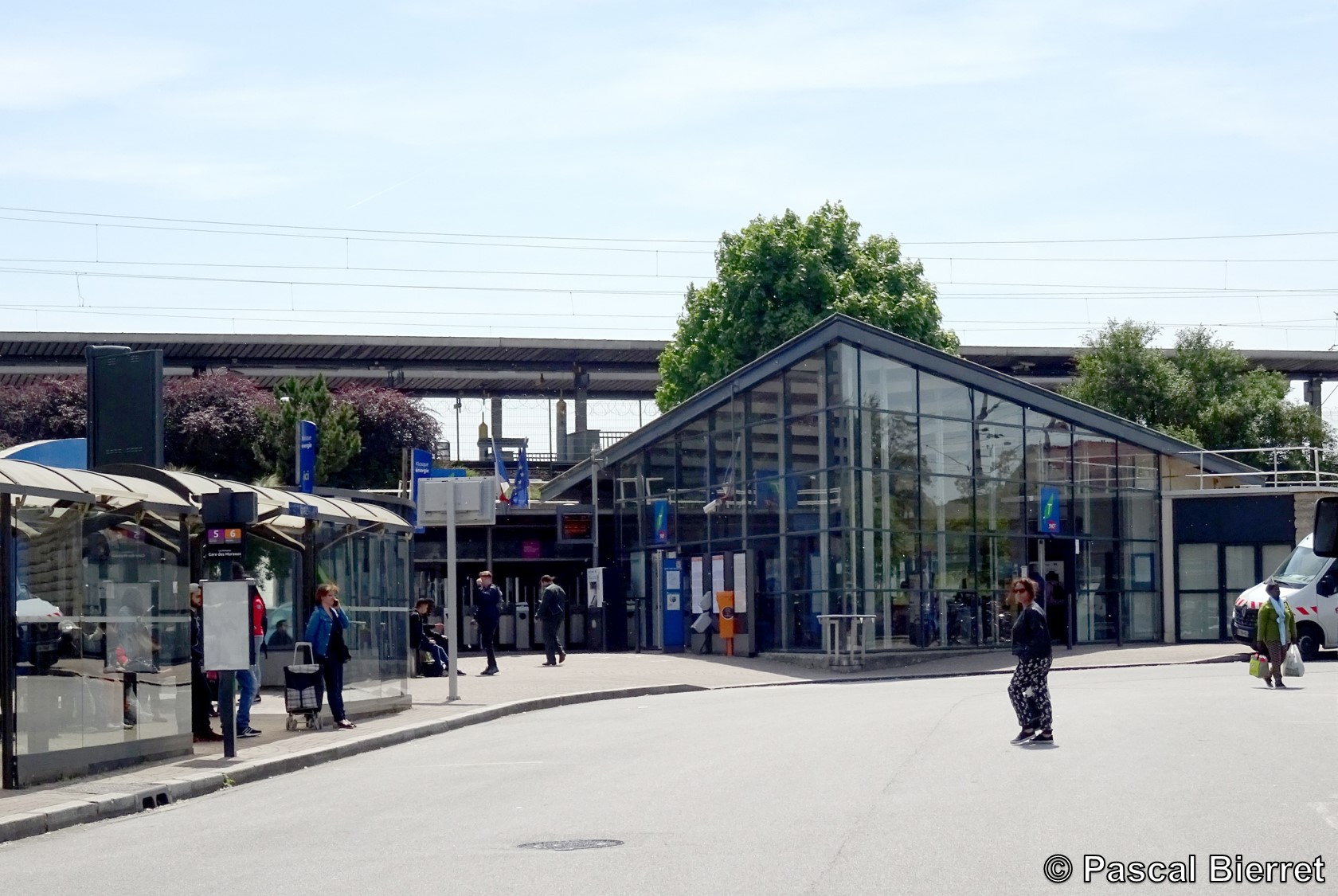
Treinstation

Les Mureaux beschikt over een klein vliegveld en er ligt treinstation Les Mureaux. De A13 van Parijs naar Rouen en Caen komt door Les Mureaux.

## Sport
Zowel in de Olympische Spelen van 1900 als die van 1924 werden zeilwedstrijden gehouden op de Seine tussen Meulan-en-Yvelines en Les Mureaux. De Yacht Club de l'Île-de-France is gevestigd in de gemeente.
In 2024 was Les Mureaux de startplaats van de meerdaagse wielerkoers Parijs-Nice.

## Stedenband
- Idar-Oberstein
- Margate
- Nonantola
- Sosnowiec
- Alcanena